# Eremodipus lichtensteini
El jerbo de Lichtenstein (Eremodipus lichtensteini) es una especie de roedor de la familia Dipodidae. Es la única especie del género Eremodipus.

## Distribución geográfica
Se encuentran en Kazajistán, Turkmenistán y Uzbekistán.